# Neoalsomitra trifoliolata
Neoalsomitra trifoliolata är en gurkväxtart som först beskrevs av F. Müll., och fick sitt nu gällande namn av Hutchinson. Neoalsomitra trifoliolata ingår i släktet Neoalsomitra och familjen gurkväxter. Inga underarter finns listade i Catalogue of Life.